# Янковский, Антоний
Анто́ний Янко́вский (пол. Antoni Jankowski; 13 октября 1783, дер. Хронувек, волость Воланув близ Радома — 15 августа 1831, Варшава) — генерал польской повстанческой армии, казнённый польскими повстанцами.

## Биография
Сын Игнаца Янковского, члена сейма в 1780 году, и Людвики Хронувской. Происходил из старинного польского дворянского (шляхетского) рода Янковских герба Новина.
Начал военную службу в 1806 году как подпоручик 2-го полка лёгкой кавалерии (уланов) Герцогства Варшавского. Кавалер (1808) и офицер (1813) ордена Почётного легиона. Участвовал в кампаниях в Испании, против Австрии.
В 1811 году получил чин капитана наполеоновской гвардии. В 1812 году участвовал в походе наполеоновских войск в Россию. В частности, во время боя под Городней (рейд казаков атамана М. И. Платова на расположение наполеоновских войск у Боровской дороги 13 (25) октября 1812 года, при котором сам Бонапарт подвергся опасности пленения или даже гибели) командовал одним из эскадронов конвоя императора.
В 1815 году, незадолго до окончательного поражения Наполеона, получил чин полковника егерских войск. Служил с 1815 года в армии Царства Польского в чине полковника, командовал с 1816 по 1831 годы 1-м конно-егерским полком. В 1829 году стал флигель-адъютантом императора Николая I. В 1830 году получил почётный знак за 20-летие безупречной офицерской службы.
В 1831 году, во время Польского восстания, получил чин бригадного генерала и вскоре — дивизионного генерала. В том же году, частично разбитый параличом, был назначен командиром корпуса (после поражения генерала Серавского под Казимеж-Дольны). Назначение принял весьма неохотно.
Руководя действиями против российских войск, совершил многочисленные ошибки, за что 24 июня 1831 года предстал перед военным трибуналом. Когда суд признал генерала невиновным, толпа ворвалась 15 августа 1831 года в здание суда и учинила над ним и ещё несколькими арестованными самосуд, обвинив в предательстве Польского восстания. Генерала вытащили в нижнем белье во двор Королевского замка и убили многочисленными ударами штыков и сабель, затем оттащили тело на Замковую площадь и повесили на фонарном крюке. Крюк сломался, тогда тело разрубили и повесили за ноги на фонаре. В этот день толпой в Варшаве было убито около 30 человек.

## Награды
- Орден Почётного легиона кавалерский крест № 22255112 (4 сентября 1808, Французская империя)[1]
- Орден Почётного легиона офицерский крест № 47759 (1813, Французская империя)[1]
- Орден Воссоединения кавалерский крест (1814, Французская империя)
- Орден Святой Анны 2-й степени (4 октября 1816); алмазные украшения к ордену (27 октября 1819)[7]
- Орден Святого Владимира 3-й степени (11 октября 1820)[8]
- Знак отличия за XX лет беспорочной службы на ленте Польского военного ордена (12 мая 1830)[1]

## Семья
В 1816 году женился на Зофии Томкович, дочери Юзефа Томковича и Марианны Янковской (родственницы Антония). В этом браке родились трое детей:
- Юзеф (1817),
- Ангела (1818),
- Хелиодор (около 1820).

После смерти супруги в 1821 году женился на Аполонии Дунин-Бржезинской (дочери Юзефа Бржезинского и Юзефы Шиманецкой), в браке с которой также родилось трое детей:
- Людвик Антонович Янковский (около 1823, в будущем участник Крымской войны, с 1878 года генерал-лейтенант российской армии),
- Адам Антонович Янковский
- Антоний Антонович Янковский